# Granuloma faciale

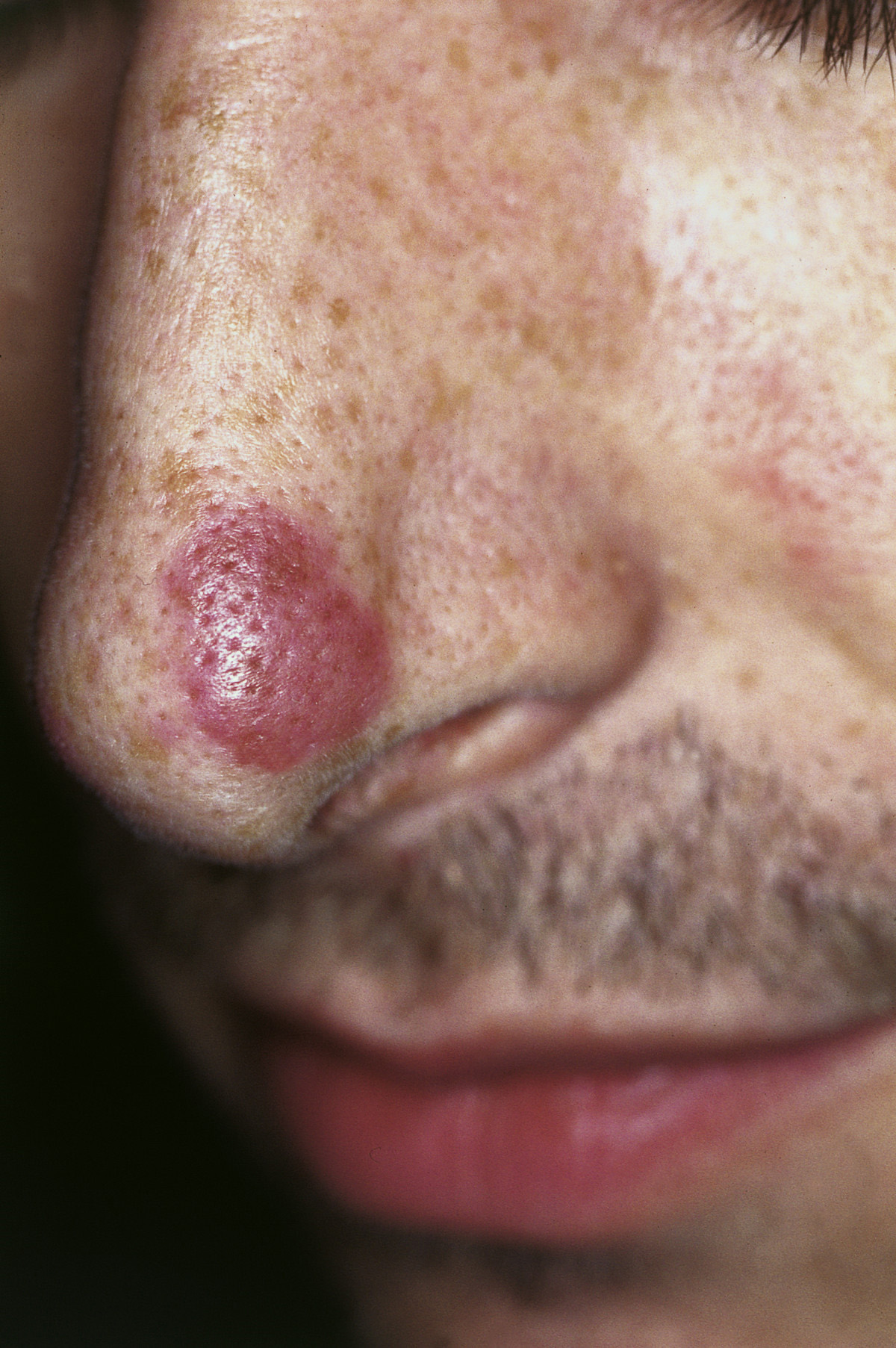
Granuloma faciale auf der Nase eines Patienten

Das Granuloma faciale, auch Granuloma eosinophilicum faciei oder Eosinophiles Granulom des Gesichts genannt, ist eine chronisch persistierende entzündliche Hauterkrankung mit unbekannter Ursache.
Das Granuloma faciale ist durch gut umschriebene einzelne symptomlose erythematöse Flecken oder Knötchen gekennzeichnet, die fast ausschließlich im Gesicht auftreten.

## Beschreibung und Diagnose
Das erstmals 1945 von dem australischen Dermatologen John Edwin Mackonochie Wigley (1892–1962) beschriebene Granuloma faciale ist eine chronische Entzündung der Haut, die für gewöhnlich an der Nase, dem Kinn, der Stirn, der Schläfe oder den Wangen auftritt. Die Erkrankung ist durch eine Erhöhung der Anzahl eosinophiler Granulozyten (Eosinophilie) und eine kutane leukozytoklastische Angiitis (leukozytoklastische Vaskulitis) gekennzeichnet. Sie ist gutartig. Das Granuloma faciale kann in jedem Alter, bevorzugt beim männlichen Geschlecht, auftreten. Es ist in der Regel rund oder oval, mit einer braun-roten Oberfläche die große follikularen Poren aufweist, die an eine Orangenhaut erinnert.

## Therapie
Es sind verschiedene Behandlungsmethoden eines Granuloma faciale beschrieben. Beispielsweise medikamentös mittels der lokalen Verabreichung von Tacrolimus oder der peroralen Gabe von Dapson (ca. 100 bis 200 mg pro Tag über vier Monate) Auch die intraläsionale Injektion von langwirkenden Glucocorticoiden, wie beispielsweise Triamcinolon, ist eine Behandlungsoption.
Versagen die konservativen Behandlungsmethoden, so kann das Granuloma faciale beispielsweise per Kryochirurgie, Kauterisation oder Laser-Bestrahlung (Argon-Ionen-Laser, Farbstofflaser oder CO2-Laser) entfernt werden.
Einzelne Granuloma faciale können auch per Exzision behandelt werden.

## Prognose
Das Granuloma faciale hat einen chronischen Verlauf und gelegentlich heilt es spontan unter einer narbigen Atrophie.

## Weiterführende Literatur
- S. A. Holme, P. Laidler, P. J. Holt: Concurrent granuloma faciale and eosinophilic angiocentric fibrosis. In: British Journal of Dermatology Band 153, Nummer 4, Oktober 2005, S. 851–853. doi:10.1111/j.1365-2133.2005.06864.x. PMID 16181479. (Review).
- J. Narayan, A. G. Douglas-Jones: Eosinophilic angiocentric fibrosis and granuloma faciale: analysis of cellular infiltrate and review of literature. In: The Annals of otology, rhinology, and laryngology. Band 114, Nummer 1 Pt 1, Januar 2005, S. 35–42. PMID 15697160. (Review).
- P. E. LeBoit: Granuloma faciale: a diagnosis deserving of dignity. In: The American Journal of Dermatopathology Band 24, Nummer 5, Oktober 2002, S. 440–443. PMID 12357207. (Review).
- I. Inanir, Y. Alvur: Granuloma faciale with extrafacial lesions. In: The British journal of dermatology. Band 145, Nummer 2, August 2001, S. 360–362. PMID 11531816. (Review).
- G. Roustan, E. Sánchez Yus, C. Salas, A. Simón: Granuloma faciale with extrafacial lesions. In: Dermatology Band 198, Nummer 1, 1999, S. 79–82. PMID 10026409. (Review).